# جین دومانیان
جین دومانیان (انگلیسی: Jean Doumanian؛ زادهٔ ۲۸ ژوئیهٔ ۱۹۴۲) تهیه‌کننده فیلم و تهیه‌کننده تلویزیونی اهل ایالات متحده آمریکا است.
از فیلم‌ها یا مجموعه‌های تلویزیونی که وی در آن‌ها نقش داشته‌است، می‌توان به پخش زنده شنبه شب، گاو نر،  اوسیج کانتی، گلوله‌ها بر فراز برادوی، آفرودیت توانا، همه می‌گویند دوستت دارم، هری ساختارشکن، ستاره مشهور، رذل و دوست‌داشتنی، دزدهای خرده‌پا، آب را نخورید و وایلد من بلوز اشاره نمود.